# Distretto di Siyəzən
Il distretto di Siyəzən (in azero: Siyəzən rayon) è un distretto dell'Azerbaigian. Il capoluogo del distretto è Siyəzən.